# Schlossplatz (Wiesbaden)
 For alternative betydninger, se Schlossplatz. (Se også artikler, som begynder med Schlossplatz)
Slotspladsen (tysk: Schloßplatz) er en plads i centrum af Wiesbaden. Schloßplatz er opkaldt efter den Stadtschloss Wiesbaden. 
50°4′55″N 8°14′29″Ø / 50.08194°N 8.24139°Ø
- Wikimedia Commons har flere filer relateret til Schlossplatz (Wiesbaden)